# دختری از باختر
دختری از باختر (انگلیسی: La fanciulla del West) اپرایی است در سه پرده از مصنف و آهنگساز ایتالیایی جاکومو پوچینی که لیبرتو آن اثر گولفو چی‌وینی و کارلو زنگارینی است. این اپرا بر پایهٔ نمایشنامه‌ای از نویسنده آمریکایی، دیوید بلاسکو نوشته شده‌است. بدون آنکه کوچک‌ترین شائبه تقلیدی در میان باشد، اما با این احوال، شباهت‌هایی میان لیبرتوی این اپرا و همین‌طور اپرای ریچارد واگنر نیز پیدا شده‌است. هر چند برخی چنین موضوعی را به خط روایت اصلی نمایشنامه نسبت می‌دهند و مدعی هستند که اپرای دختری از باختر، تمام و کمال، اثری ایتالیایی است.
در سال ۱۹۱۰ میلادی، یک اجرای موفقیت‌آمیزی که به گونه‌ای معرف اثر نیز بود، در متروپولیتن نیویورک بر روی صحنه رفت. با وجود آنکه پوچینی، مصنف اثر، این اپرا را یکی از بزرگترین آثارش قلمداد می‌کرد، با همهٔ این احوال، در مجموعهٔ آثار وی، جزو آثاری است که کمتر مورد توجه و اقبال عمومی قرار گرفته‌است.

## سابقه عملکرد

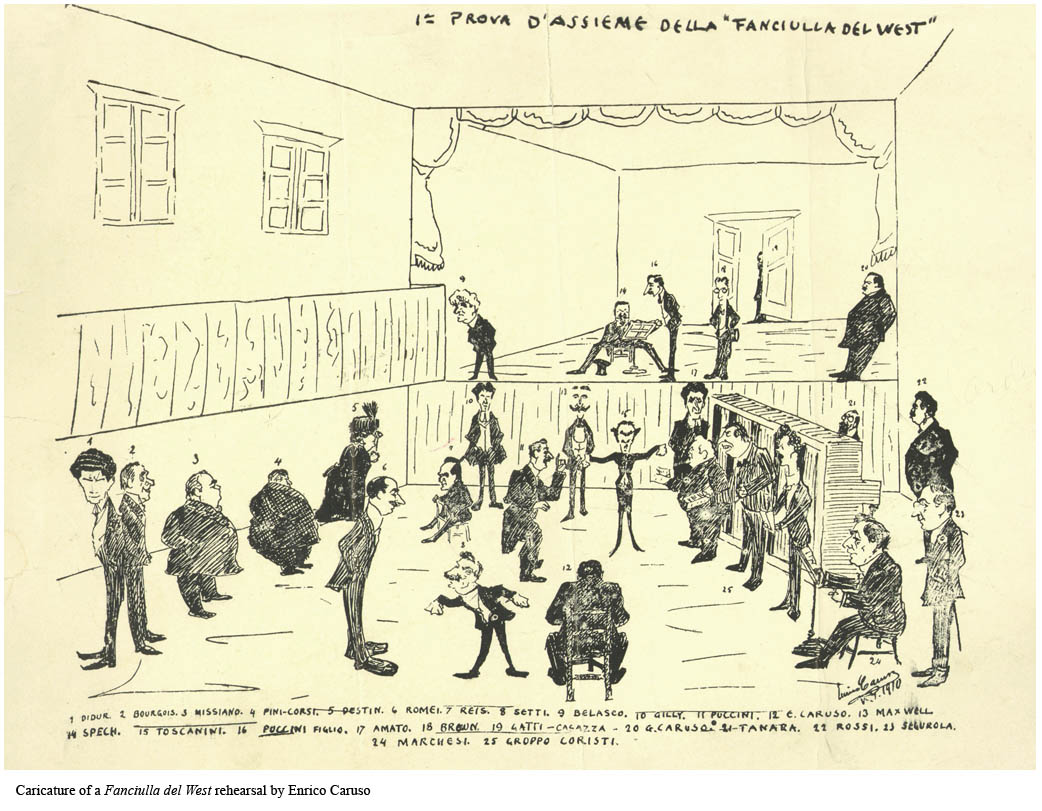
یک نقاشی از صحنه نمایش در قرن بیستم

لا فانسیولا دل وست توسط اپرای متروپولیتن نیویورک در ۱۰ دسامبر ۱۹۱۰ سفارش و اجرا شد و ستارگان مت انریکو کاروزو و امی دستین برای آن‌ها بازی کردند، پوچینی نقش‌های اصلی دیک جانسون و مینی را برای آن‌ها ایجاد کرد. با این حال، پس از اینکه پوچینی در سال ۱۹۲۱، گیلدا دالا ریزا را در نقش مینی در اپرای دو مونت کارلو دید، اظهار داشت: «بالاخره من فانسیولا واقعی خود را دیده ام.» مدیر موسیقی مت، آرتورو توسکانینی، رهبری می‌کرد. این اولین نمایش جهانی یک اپرا در مت بود و در ابتدا با استقبال خوبی در ایالات متحده مواجه شد. با این حال، هرگز در اروپا، به جز در آلمان ، چندان محبوب نبود. در مارس ۱۹۱۳، تحت رهبری موسیقی ایگناتس واگالتر، در دویچه اوپرنهاوس برلین (که امروزه به دویچه اوپر معروف است) از اولین نمایش پیروزمندانه برخوردار شد.
اولین نمایش های دیگر در لندن در ۲۹ مه ۱۹۱۲ در تئاتر کاون گاردن انجام شد. در رم در ۱۲ ژوئن ۱۹۱۲ در تئاتر کوستانزی ؛ در تئاتر کلون، بوینس آیرس در ۲۵ ژوئیه ۱۹۱۱؛ و در ملبورن در ۱۱ ژوئن ۱۹۱۲ در تئاتر اعلی حضرت هر از چند گاهی ارائه می‌شود. اما تقریباً به اندازه دیگر اپرای بالغ پوچینی اجرا نمی‌شود. اپرای متروپولیتن این اثر را در فصل 11/2010 به مناسبت صدمین سالگرد این اثر ارائه کرد.

## نگارخانه

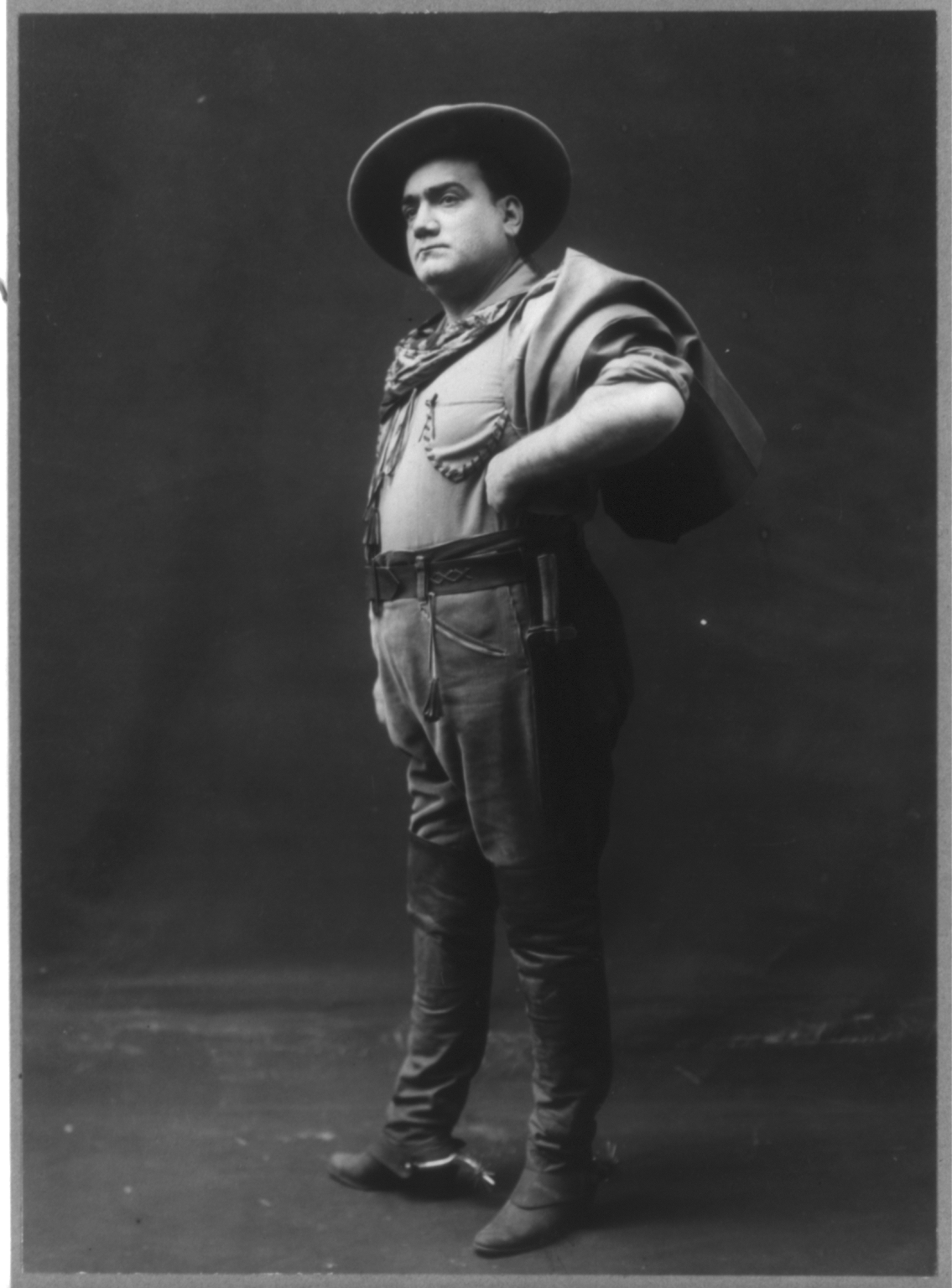
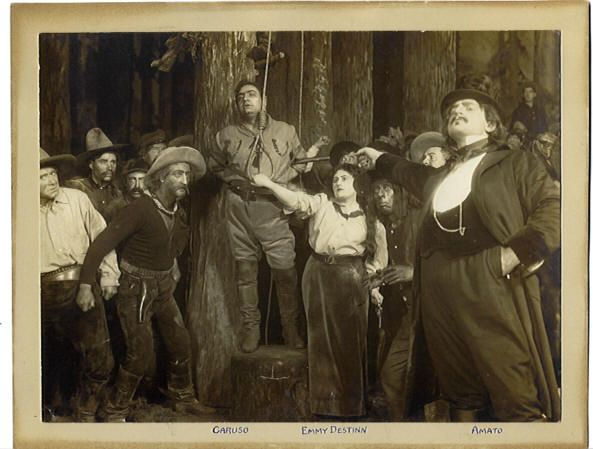